# Шипшев, Темирхан Актолович
Темирха́н Акто́лович Ши́пшев (также  Темирка́н, Теми́р-хан, Шипши́ев; 1830 — около 1904) — отставной генерал-лейтенант русской армии кабардинского происхождения. Участник Крымской, Кавказской и Русско-турецкой (1877—1878) войн. Георгиевский кавалер.

## Происхождение
Родился в 1830 году. Исламского вероисповедания (суннит). Сын юнкера милиционных (иррегулярных) войск русской армии, участника Кавказской войны — Актола Шипшева (1803—?). Происходил из кабардинских узденей 1-й степени (уорк-дижинуго). Владения Шипшевых простирались по рекам Баксан, Гедуко, Куркужин, Зеико и др.

## Военная служба
В 1847 году Шипшев окончил 2-й кадетский корпус в Санкт-Петербурге и, с получением 14 (26) августа первого обер-офицерского чина корнет, был прикомандирован к лейб-гвардии Уланскому Е. И. В. Михаила Павловича полку.

### Первые годы службы
В 1849 году Шипшев в составе полка, входившего в русский экспедиционный корпус под командованием генерал-фельдмаршала И. Ф. Паскевича, участвовал в подавлении Венгерского восстания (Революция 1848—1849 годов в Венгрии), которое Венгерское королевство подняло против владычества австрийской династии Габсбургов (в войну русские войска вступили по просьбе австрийского двора). 23 октября (4 ноября) следующего года Шипшев был произведён в поручики, а 12 (24) декабря 1853 года ― в штабс-ротмистры.

### Крымская война
Известно, что Шипшев в 1854 году принимал участие в Крымской войне. 11 (23) ноября 1855 года он был переведён в Нарвский гусарский Е. И. В. Великого Князя Константина Николаевича полк, однако вместо отбытия в назначенный кавалерийский полк Шипшев изъявил желание отправиться к пехотным полкам, находившимся на театре военных действий в Крыму, куда и был командирован вместе с другими охотниками (добровольцами). С 5 (17) января по 25 апреля (7 мая) 1856 года он командовал егерской ротой, а затем кавалерийским эскадроном.

### На Северном Кавказе
4 (16) июня 1859 года Шипшеву был присвоен чин ротмистра. В 1860 году в чине капитана он был направлен на Северный Кавказ с назначением на должность участкового начальника Черкесского участка Кабардинского округа Терской области. С 1 (13) июля 1861 по 18 (30) августа 1862 годы исполнял должность помощника начальника Кабардинского округа, состоял по армейской пехоте. С 1861 по 1863 годы принимал участие в военных действиях против горцев. 19 (31) октября 1862 года Шипшев был награждён орденом Св. Станислава 3-й степени, а 11 (23) ноября того же года назначен командиром Кубанского конно-иррегулярного эскадрона с зачислением по армейской кавалерии. 9 (21) февраля 1863 года «за отличие против горцев» был награждён орденом Св. Анны 3-й степени с мечами и бантом.
3 (15) ноября 1863 года начальник Кубанской области генерал-лейтенант граф Н. И. Евдокимов назначил Шипшева на должность начальника новообразованного Шапсугского округа. В то же время для истребления «непокорных горцев» Евдокимовым был сформирован летучий отряд, а ротмистр Шипшев был назначен его начальником. Кроме того, в период с 1863 по 1864 годы Шипшев склонил к переселению в Османскую империю около 60 тыс. шапсугов (по словам самого Шипшева ― 63 тыс.). Ряд источников, ссылаясь главным образом на фольклорные повествования, сообщают о чрезмерной жестокости Шипшева при выселении шапсугов и абадзехов, в частности отмечая жестокое поголовное истребление им жителей во многих хажретских селениях, при этом особо отмечая уничтожение детей, которые, как гласят предания, по распоряжению Шипшева были согнаны в одно место и изрублены шашками. Однако сам Шипшев уже в 1896 году сообщал, что шапсугские черкесы были «высланы мною безо всякого насилия по указанию графа [Евдокимова]», и за выполнение того поручения он был удостоен многих благодарностей, а 19 (31) марта 1864 года за то же задание, а также «за отличие против горцев», был награждён следующим чином ― майора (со старшинством от 11 (23) января 1863 г.).
26 августа (7 сентября) 1866 года Шипшев был произведён в подполковники, а 10 (22) января 1869 года назначен командиром 13-го конного (предшественник 1-го Кубанского) полка Кубанского казачьего войска. 30 августа (11 сентября) 1870 года «за отлично-усердную и ревностную службу» был награждён орденом Св. Станислава 2-й степени, а 24 марта (5 апреля) следующего года назначен командиром 1-го Уманского конного полка того же Кубанского казачьего войска. «За отличие по службе» 30 августа (11 сентября) 1873 года был произведён в полковники.

### Русско-турецкая война

#### Наступление
С началом Русско-турецкой войны 1877—1878 годов Шипшев вначале был назначен начальником правой колонны Эриванского отряда русской армии, действовавшего на Кавказском театре военных действий. Ввиду изменения планов наступления, 20 апреля (2 мая) правая колонна была расформирована, а Шипшев занимался проведением рекогносцировок. В период наступления Эриванского отряда Шипшев удачными кавалерийскими манёврами значительно способствовал победе в сражении при Драмдаге 4 (16) июня, неоднократно нормализируя ситуацию на тех позициях, где русские части находились в тяжёлых положениях.

#### Спасение ставропольской полуроты
После глобального изменения ситуации на кавказском театре войны в пользу турецкой армии Шипшев в основном находился в арьергарде отступающего Эриванского отряда, отбивая атаки наседавшей на хвост отряда турецкой кавалерии.
В ночь с 14 (26) на 15 (27) июня Эриванский отряд расположился биваком близ селения Зайдекан (Зайдекян), а когда ближе к рассвету отряд в полной тишине продолжил своё отступление, полурота 9-й роты 74-го Ставропольского пехотного полка под командованием подпоручика А. Г. Макроплио по невыясненным причинам не была осведомлена о выдвижении отряда. Данная полурота, раскинутая цепью на одной из возвышенностей по правому флангу, имела своей задачей прикрывать 4-ю батарею 19-й артиллерийской бригады. С рассветом черкесы 3-й кавалерийской бригады генерала Гази-Мухаммад-паши (сына Шамиля), находившейся в авангарде Алашкертского отряда турецкой армии, внезапно атаковали «забытую» русскую полуроту из бокового ущелья и в считанные минуты опрокинули её. Несколько пехотинцев были изрублены на месте, остальные, отбиваясь от наседавших на них черкесов принялись спускаться с крутого обрыва, при этом несколько человек сорвались с него и расшиблись. Сумевшие спуститься с того обрыва ставропольцы вышли на дорогу и, сомкнувшись, выставили штыки в готовности, как предполагали, принять «последний бой» с устремившимися на них с разных сторон конными массами черкесов. Появление (случайное или намеренное) в тот момент сотен Уманского казачьего полка Шипшева спасло полуроту от полного истребления. Казаки атаковали черкесов, дав тем самым возможность пехотинцам нагнать своих.

#### В боях за Зорский перевал
В бою у Нижнего Дарака 22 июня (3 августа) Шамшев находился в авангарде, в частности прикрывал обозы, а после вхождения на следующий день Эриванского отряда в российские пределы оставался с 4 казачьими и одной милиционной сотнями с ракетной полубатареей на Караван-сарайском посту, для наблюдения за приграничной долиной.
Во время предпринятого в июне 1877 года муширом Исмаил-пашой масштабного наступления на Эриванскую губернию, Шипшев с четырьмя сотнями Уманского казачьего полка первый принял удар турецких войск. Проведя 22 июля (3 августа) отвлекающие демонстрационные манёвры перед наиболее укреплёнными позициями русских сил на границе, Исмаил-паша с рассветом 23 июля (4 августа) повёл свои войска на Зивинские высоты, со стороны которых русское командование менее всего ожидало наступления турецких войск. Шипшев, отправив известие в Игдырь и оставив в селении Аликочаке для прикрытия тыла одну казачью сотню, с двумя другими и ракетною полубатареей лично отправился на передовую позицию, где одна сотня уже вела перестрелку с крупными силами противника, покрывавшего «своими толпами окрестные горы». В случае занятия последним Зорского перевала, он свободно мог зайти во фланг и в тыл отдельным русским отрядам, находившимся при селениях Оргов и Чингиль, и тем самым отрезать им пути к отступлению, а потому Шипшев предпринял попытку любыми способами удержать наступления противника на своих позициях «до прибытия подкреплений или до получения дальнейших указаний от генерала Тергукасова». Между тем, получивший от Шипшева донесение о масштабном наступлении турецких войск, генерал-майор князь Амилахвари направил из своего резерва на помощь Шипшеву две сотни Кавказского казачьего полка с приказом ― «держаться до последней крайности». По мере передислокации русских отрядов на других позициях, на помощь отряду Шипшева прибыли ещё сотня кавказских казаков и эскадрон 18-го Переяславского драгунского полка, однако этих сил явно было недостаточно для удержания многотысячной армии противника и Шипшев вторично отправил донесение генералу Амилахвари:

Не могу удержать сильный напор неприятельской пехоты. Отступаю шаг за шагом к Аликочаку и все сотни стягиваю к себе. Прошу прислать патроны и ракеты.
К полудню около трёх батальонов турецкой пехоты с двумя орудиями сумели взобраться на перевал и открыли по казакам и драгунам огонь с ближнего расстояния, а другая часть турецких сил двигалась в обход перевала, отрезая отряду Шипшева пути к отступлению. Последний, отстреливаясь от наседавшего на него противника, постепенно отступил к селению Бандамурат, где занял оборону.
Ночью Шамшеву доставили боеприпасы и 4 ракетных станка, а 24 июля (5 августа) турецкие войска главными силами атаковали его позицию. Вскоре Шамшев, «подавляемый громадным превосходством турок», вынужден был начать отступление, однако находившееся у него в тылу селение Халфалю было уже занято сотней курдов и черкесов. Амилахвари сам выступил со своей кавалерией на помощь Шипшеву, но из домов и садов в том селении был встречен огнём неприятеля. Две сотни спешенных драгун и казаков атаковали и перебили засевшего там неприятеля, а конная батарея под прикрытием других драгун остановили движение преследовавшего отступающие под «батальным огнём» сотни Шипшева.
Когда отряд Шипшева спустился в Халфалю, Амилахвари лично их встретил и горячо благодарил офицеров и казаков за стойкую двухдневную оборону Зорского перевала. В дальнейшем Амилахвари писал:
Большего самоотвержения от горсти кавалерии, совершенно изолированной и в такой местности ― нельзя было требовать.

#### Вторая наступательная операция
До конца войны Шипшев находился в Эриванском отряде под командованием князя Амилахвари. Участвовал в сопутствующих боестолкновениях.
За многочисленные боевые отличия в той войне Шипшев награждался: золотой шашкой с надписью «За храбрость» и орденами Св. Анны 2-й степени с мечами, Св. Владимира 3-й степени и Св. Георгия 4-й степени.

### Послевоенные годы
С 17 февраля (1 марта) 1881 года Шипшев состоял при Кавказской армии с оставлением по армейской кавалерии. 10 (22) апреля 1882 года он был зачислен в Уманский конный полк Кубанского казачьего войска.
В 1885 году Шипшев — почётный мировой судья Нальчикского округа Терской области. 30 августа 1886 года произведён в генерал-майоры.
В 1888 году Шипшев был выбран депутатом для встречи императора Александра III во время его поездке по Северному Кавказу.
9 (21) января 1892 года Шипшев подал прошение об отставке. Приказом от 17 (29) сентября того же года он был уволен со службы с производством в генерал-лейтенанты с мундиром и пенсией.

## В отставке
По выходе в отставку Шипшев вернулся на родину в Кабарду. Проживал в ауле Докшукино, Нальчикского округа Терской области (ныне село Старый Черек в Кабардино-Балкарской республике).
26 июля (7 августа) 1894 года Шипшев был внесён в «Список потомственных дворян неказачьего сословия, проживавших и проживающих в Терской области, утверждённых в сём дворянстве Правительственным сенатом и записанных в дворянскую родословную книгу Ставропольской губернии вместе с женой, сыновьями ― Шебаюх, Хаджи-Касполатом, Азраилем и дочерью Кябахан».
На родине Шипшев принялся вести активную общественно-политическую деятельность. Ревностно занимался преобразованием своего края. Способствовал развитию здравоохранения, судопроизводства в Терской области, поднятию земско-экономического положения края и др. Также выступал за рациональное использование земельных ресурсов Кабарды, в частности урегулирования кабардинского лесного хозяйства, при этом выступая против «беспощадной» вырубки леса. Особое внимание Шипшев уделял вопросу народного, в частности начального (школьного), образования среди горцев. При этом также активно поддерживал строительство школ и в русских селениях.
В 1896 году он составил обширный документ под названием «Памятная записка о современном состоянии горского населения Терской области», который 7 (19) ноября того же года представил начальнику Главного управления казачьих войск генерал-лейтенанту В. А. Бунакову. В том документе Шипшев указывал на неудовлетворительное состояние народного образования, административного устройства, землепользования и финансового хозяйства в горских селениях. В частности Шипшев предлагал свою программу по развитию среднего и высшего образования, предусматривая обучение сельских жителей «элементарной науке». Данный документ заслужил серьёзного рассмотрения администрацией края, по поводу которого в ней развернулись оживлённые дискуссии.
В 1897 году Шипшев был уличён в антиправительственных настроениях, а также в агитации горского населения к переселению в Турцию. В своём письме военному министру генералу от инфантерии П. С. Ванновскому от 24 декабря 1897 (5 января 1898) года полковник в отставке К. К. Куденетов (соотечественник Шипшева) отмечал, что Шипшев ведёт среди кабардинского населения «зловредные мероприятия», прося при этом «во избежание беспорядков» принять меры по ограничению его деятельности в Кабарде. Шипшев также посещал чеченские сёла, где был уличён «в подстрекательстве чеченцев на подачи разного рода жалоб». В результате над Шипшевым в том же году было установлено негласное полицейское наблюдение.
Умер Шипшев предположительно в 1904 году.

## Награды
Отечественные (для нехристиан установленным)
- Орден Святого Станислава 3-й степени (19.10.1862)
- Орден Святой Анны 3-й степени с мечами и бантом (09.02.1863) — «За отличие против горцев».
- Орден Святого Станислава 2-й степени (30.08.1870) — «За отлично-усердную и ревностную службу».
- Орден Святого Владимира 4-й степени с бантом (24.02.1874) — «За 25-летнюю беспорочную службу».
- Золотая шашка «За храбрость» (13.07.1877) — «За дела 4, 9, 15 и 22 июня 1877 г.».
- Орден Святой Анны 2-й степени с мечами (17.12.1877)
- Орден Святого Владимира 3-й степени (20.09.1880) — «За отличие, оказанное в делах с турками 16, 18 и 22 июля 1877 г.».
- Орден Святого Георгия 4-й степени (24.03.1880) — «За отличные воинские подвиги, оказанные 24 июля 1877 г. при с. Халфалю».

Иностранные
- Орден Льва и Солнца 2-й степени со звездою (Персия; ВР: 29.07.1880).

## Чинопроизводство
- Вступил в службу, корнет (14.08.1847)
- Поручик (23.10.1850)
- Штабс-ротмистр (12.12.1853)
- Ротмистр (04.06.1859)
- Майор (11.01.1863) — награждён.
- Подполковник (26.08.1866) — награждён.
- Полковник (30.08.1873) — награждён.
- Генерал-майор (30.08.1886) — награждён.
- Генерал-лейтенант (17.09.1892) — при отставке.

## Семья
Жена — княжна Тлостаналиева Гошесох [Госаша, Корако] Апхасовна [Апховна].
- Шебаюх [Жабаги] (1889—1928) — сын, в 1920 году эмигрировал в США.
- Хаджи-Касполат (1893—?) — сын
- Азраил (1894 — не ранее 1932 г.) — сын, в 1920 году эмигрировал в США.
- Кябахан [Дуда, в замужестве Клишбиева] (1886—?) — дочь
- Фатимат — дочь, в 1920 году эмигрировала в США

## Память
Шипшев является персонажем кабардинской народной песни — «Генерал Шипшев».